# John Russell Bartlett

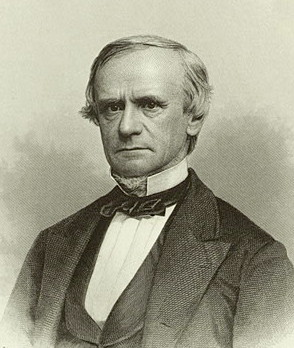
John Russell Bartlett

John Russell Bartlett (* 23. Oktober 1805 in Providence, Rhode Island; † 28. Mai 1886 ebenda) war ein US-amerikanischer Historiker, Linguist, Ethnologe, Politiker und Unternehmer.

## Leben
John Bartlett, der Sohn des Kaufmanns Smith Bartlett (1780–1867) und dessen Ehefrau Sarah Nancy Russell (1780–1851), wuchs bis 1824 in Kingston (Ontario) auf. Die Familie war 1807 nach Kanada verzogen. Die schulische Grundausbildung erhielt John in Kingston und studierte ab 1819 an der Lowville Academy im hundert Kilometer entfernten Lowville im Lewis County des US-Bundesstaates New York. 1824 ging er nach Providence zurück und blieb bis 1836; zunächst als Angestellter im Lebensmittelhandel des Onkels und dann im Bankgewerbe als Buchhalter, Kassierer sowie zuletzt als Erster Kassierer. Nebenher erweiterte er 1832 den Buchbestand der neu gegründeten Providence Franklin Society.
Von 1836 bis 1850 wirkte John Bartlett in New York City, zunächst als Kaufmann und dann im Buchhandel. Ethnologisch-linguistisch stark interessiert, half er Albert Gallatin im Jahr 1842 bei der Gründung der American Ethnological Society. In die New Yorker Schaffensperiode fällt die Publikation des bahnbrechenden Werkes zum Amerikanischen Englisch: Dictionary of Americanisms im Jahr 1848. Friedrich Köhler aus Altenburg hat 1865 die dritte Auflage aus dem Jahr 1860 ins Deutsche übertragen. Die Bearbeitung erschien 1866 bei Reclam in Leipzig.

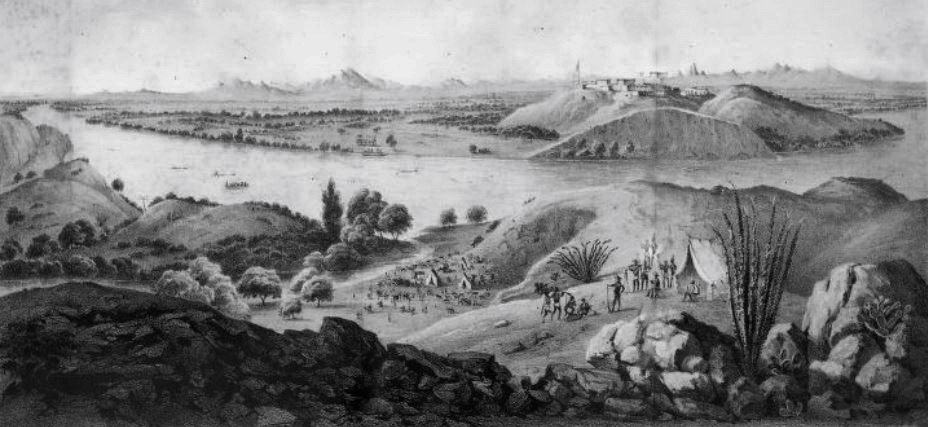
John Russell Bartlett (New York 1856): Frontispiz zu Personal narrative of explorations and incidents in Texas, New Mexico, California, Sonora and Chihuahua

1850 begab sich der von Geldsorgen geplagte Bartlett von Providence aus als Grenzkommissar an die mexikanische Grenze und blieb, als Landvermesser, mit Henry Cheever Pratt bis 1853 im Südwesten der Vereinigten Staaten. Präsident Franklin Pierce löste Bartlett 1853 vom Posten des Grenzkommissars ab. Ergebnis der Forschungen im Südwesten war die zweibändige Ausgabe von Personal narrative of explorations and incidents in Texas, New Mexico, California, Sonora and Chihuahua aus dem Jahr 1854. 
Seine berufliche Laufbahn schloss Bartlett als Politiker ab und fungierte von 1855 bis 1872 als Secretary of State von Rhode Island. Überdies schrieb er Bibliographisches zur Geschichte des Staates Rhode Island und wurde Bibliothekar der Universitätsbibliothek von Providence.
John Bartlett heiratete am 15. Mai 1831 Eliza Allen Rhodes (1810–1853). Das Paar bekam sieben Kinder. Von denen erreichten vier das Erwachsenenalter; die beiden Töchter Anna Russell (1835–1885) und Fanny Osgood (1850–1882) sowie die Söhne Henry Anthony (1838–1901), der als Major im Marine Corps diente, und der spätere Konteradmiral und Ozeanograph John Russell Bartlett (1843–1904).
Nach dem Tod der ersten Frau heiratete Bartlett am 12. November 1863 Ellen Eddy (1829–1913).
Die letzte Ruhe fand John Bartlett auf dem Swan Point Friedhof in Providence.

## Werke (Auswahl)
- The progress of ethnology. New York 1847 (archive.org)
- Dictionary of Americanisms. 1848 (archive.org, 2. Aufl. Boston 1859)
- Personal narrative of explorations and incidents in Texas, New Mexico, California, Sonora and Chihuahua. 1854 (archive.org, Aufl. New York 1856)
- A history of the destruction of His Britannic Majesty's schooner Gaspee, in Narragansett Bay, on the 10th June, 1772. Providence 1861 (archive.org)
- Bibliography of Rhode Island. Providence 1864 (archive.org)
- The literature of the rebellion. Boston 1866 (archive.org)

## Gründungen, Mitgliedschaften
- 1831 Mitbegründer und Erster Schatzmeister des Providence Athenaeum
- 1842 Mitbegründer der  American Ethnological Society
- Mitglied der 
  - 1831 Rhode Island Historical Society
  - 1856 American Antiquarian Society
  - New England Historic Genealogical Society